# Ільзе Паузін
Ільзе Паузін  (нім. Ilse Pausin, 7 лютого 1919 — 6 серпня 1999) — австрійська фігуристка, олімпійська медалістка.

## Виступи на Олімпіадах
| Олімпіада                | Дисципліна    | Місце |
| ------------------------ | ------------- | ----- |
| Гарміш-Партенкірхен 1936 | парне катання | 2     |